# Distrito histórico de la oficina de correos
El Distrito Histórico de la Oficina de Correos es un distrito histórico ubicado en Greenville, Alabama, Estados Unidos. Se encuentra entre las calles 100-115 West Commerce y 101 East Commerce. Fue incluido en el Registro Nacional de Lugares Históricos en 1986 e incluye arquitectura comercial temprana, neoclásica y art déco en sus nueve edificios.

## Galería

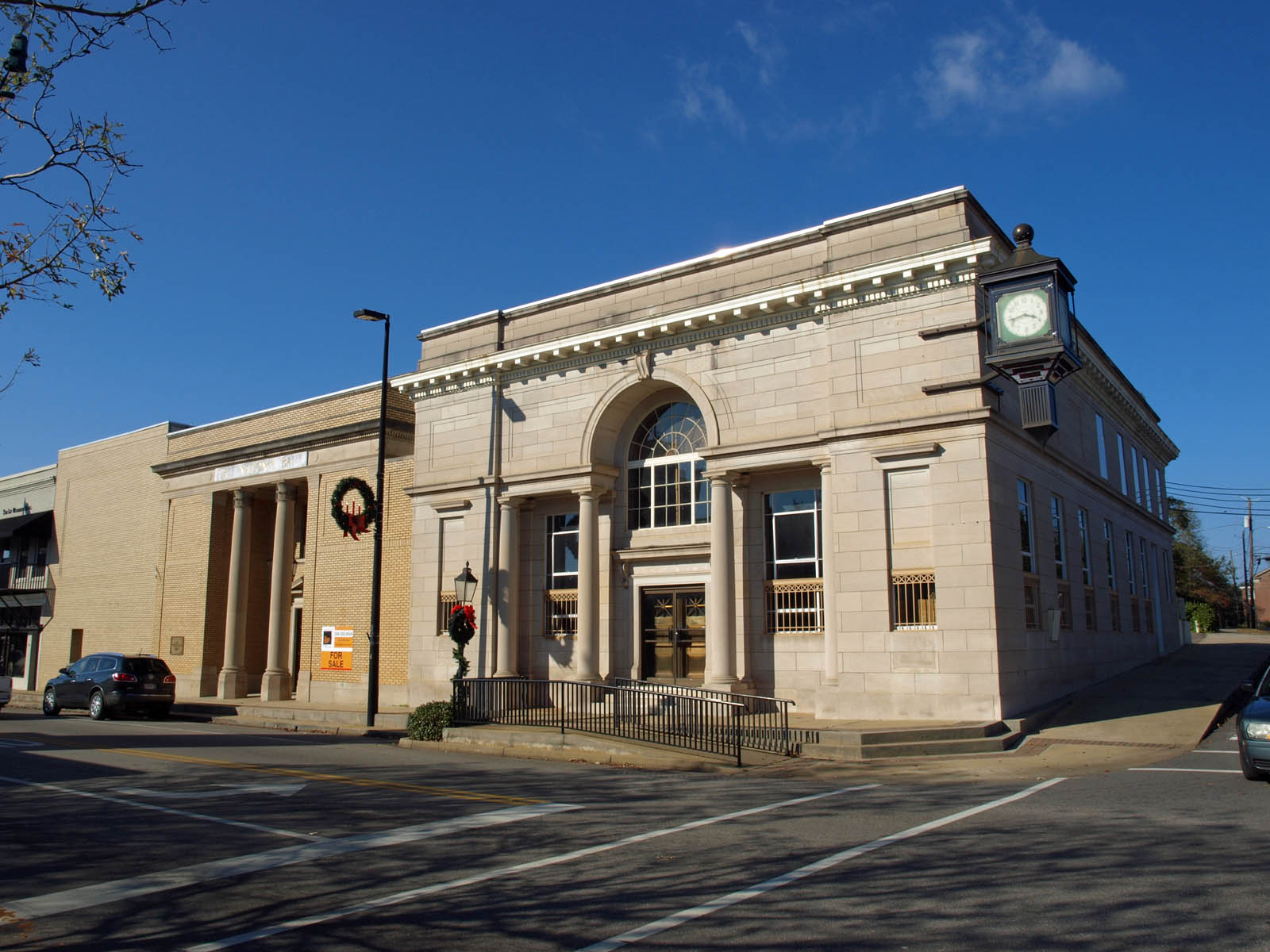
El primer banco nacional
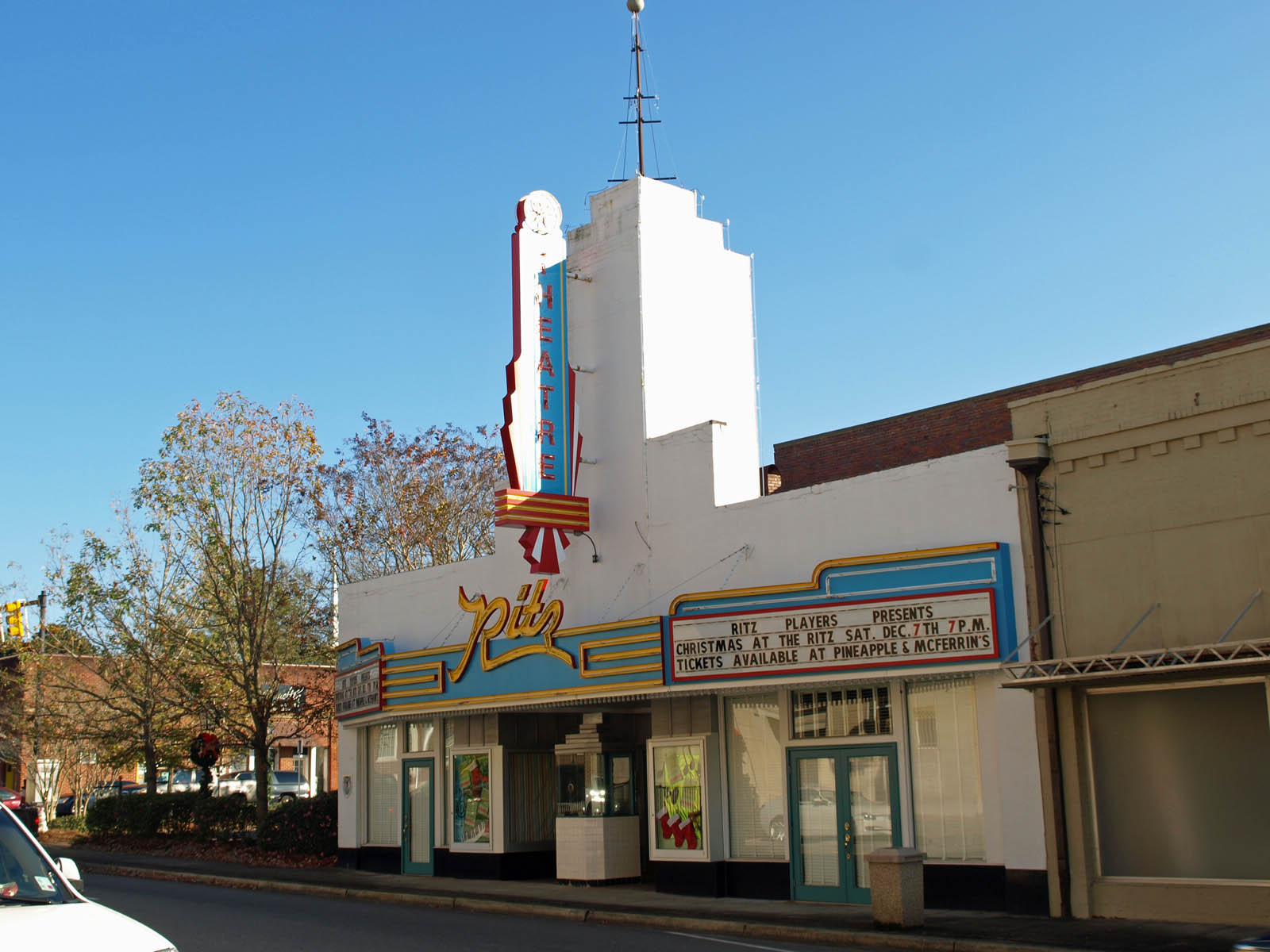
El teatro Ritz